# Том Джеґер
Том Джеґер (англ. Tom Jager, 6 жовтня 1964) — американський плавець.
Олімпійський чемпіон 1984, 1988, 1992 років.
Чемпіон світу з водних видів спорту 1986, 1991 років.
Переможець Пантихоокеанського чемпіонату з плавання 1987, 1989, 1991 років.
Переможець Панамериканських ігор 1995 року.
Призер літньої Універсіади 1983 року.